# Thervay
Thervay é uma comuna francesa na região administrativa de Borgonha-Franco-Condado, no departamento de Jura. Estende-se por uma área de 15,75 km². Em 2010 a comuna tinha 391 habitantes (densidade: 24,8 hab./km²).